# Saint-Maximin (Oise)
Saint-Maximin település Franciaországban, Oise megyében. Lakosainak száma 3153 fő (2022. január 1.). Saint-Maximin Creil, Apremont, Chantilly, Vineuil-Saint-Firmin, Gouvieux, Saint-Leu-d’Esserent és Montataire községekkel határos.

## Népesség
A település népessége az elmúlt években az alábbi módon változott:
| Lakosok száma | 778  | 869  | 1664 | 2892 | 3119 | 2938 | 2872 | 2847 | 2941 | 3153 |
|               | 1793 | 1856 | 1962 | 2012 | 2015 | 2017 | 2018 | 2019 | 2021 | 2022 |